# Selección femenina de baloncesto sub-16 de Kosovo
La selección femenina de baloncesto sub 16 de Kosovo es un equipo nacional de baloncesto de Kosovo, regido por la Federación de Baloncesto de Kosovo.  Representa al país en las competiciones internacionales de baloncesto femenino sub-16.

## Participaciones

### Campeonato Mundial de Baloncesto Femenino Sub-17
| Año         | Pos.         |
| ----------- | ------------ |
| 2010 a 2018 | No clasificó |

### Campeonato Europeo de Baloncesto Femenino Sub-16
| Año         | Pos.                                  |
| ----------- | ------------------------------------- |
| 1976 a 2008 | No existía la selección sub-16        |
| 2009 a 2015 | No participó                          |
| 2016        | Division C - 4°                       |
| 2017        | Division C - 5°                       |
| 2018        | Division B - 21°                      |
| 2019        | Division B - 20°                      |
| 2020        | Cancelado por la pandemia de Covid-19 |
| 2021        | Por determinar                        |